# Sněžné hory

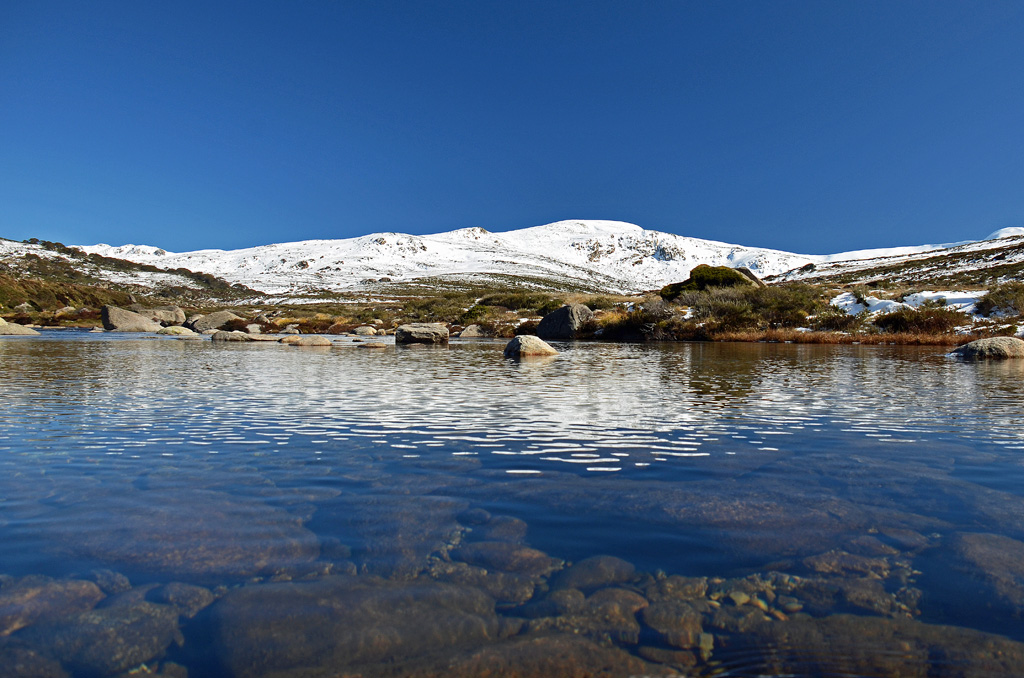
Pohled na Mount Kosciuszko od pramenů Sněžné řeky

Sněžné hory (anglicky Snowy Mountains) jsou nejvyšší pohoří Austrálie. Leží při jihovýchodním pobřeží kontinentu v provincii Nový Jižní Wales jihozápadně od Canberry a jsou podcelkem Australských Alp a v rámci nich také součástí Velkého předělového pohoří.
Nejvyšším vrcholem je Mount Kosciuszko (2 228 m n. m.), což je zároveň nejvyšší hora světadílu, a leží zde i Mount Townsend (2 209 m n. m.), druhá nejvyšší hora. Obě jsou součástí národního parku Kosciuszko. Pramení zde Sněžná řeka a řeky Murrumbidgee a Murray.

## Dějiny a využití
Evropané se zde objevují ve větší míře až v 30. letech 19. století. V roce 1840 oblast prozkoumal polský geolog Paweł Strzelecki, který také slezl a pojmenoval Mount Kosciuszko. Koncem padesátých let zde po objevení zlata propuká zlatá horečka a vzniká mj. město Kiandra.
Infrastrukturu pro zlatokopy později začínají používat lyžaři a oblast se stává střediskem zimním sportů. V Kiandře je v roce 1957 instalován první lyžařský vlek.
V letech 1949–1974 je do provozu uvedeno Snowy Mountains Scheme, soustava šestnácti velkých přehrad, sedmi vodních elektráren a 225 kilometrů potrubí, které je propojují. Kromě výroby elektřiny slouží i k zavlažování, když velkou část vody dříve rychle odtékající na jihovýchod do Bassova průlivu převádí přes rozvodí Velkého předělového pohoří do řeky Murray směrem do nitra světadílu.